# Ordem de São Lázaro
A Ordem Militar e Hospitalar de São Lázaro de Jerusalém (OMSJ) é uma Ordem de Cavalaria criada num hospital de leprosos e foi fundado, em 1119, por cruzados cavaleiros hospitalários do Reino Latino de Jerusalém. Esta Ordem é uma das mais antigas Ordens de Cavalaria da Europa. Foi criada para tratar os doentes com hanseníase, sendo os seus Cavaleiros também leprosos. É uma das Ordens menos conhecidas e menos documentadas.

Cruz da Ordem Militar e Hospitalar de São Lázaro de Jerusalém

Bandeira da Ordem Militar e Hospitaleira de São Lázaro de Jerusalém

## História
Desde a sua fundação, no século XII, os membros da Ordem tinham dois ideais: auxiliar aqueles que sofriam de lepra, e a defesa da fé cristã.
A primeira menção da Ordem de São Lázaro data de 1142. A ordem foi fundada inicialmente como um hospital de leprosos fora dos muros da cidade de Jerusalém. Desconhece-se quando a ordem foi militarizada, mas a militarização terá ocorrido antes do final do século XII, devido ao grande número de Templários e Hospitalários que eram enviados para os hospitais de leprosos para serem tratados. A ordem estabeleceu "casas de Lázaro" em toda a Europa para cuidar de leprosos, e teve o apoio de outras ordens militares que obrigaram os seus membros a juntarem-se à ordem caso contraíssem lepra.
A Ordem de São Lázaro permaneceu inicialmente uma Ordem Hospitaleira, tendo, no entanto, participado numa série de batalhas, incluindo a Batalha de La Forbie em 17 de Outubro de 1244, onde todos os irmãos que lutaram morreram, e na Batalha de Almançora em Fevereiro de 1250. Os cavaleiros leprosos eram protegidos por cavaleiros sem a doença mas, em tempos difíceis, mesmo aqueles pegavam em armas para lutar.
A Ordem de São Lázaro rapidamente abandonou as suas actividades militares após a queda de Acre, em 1291, e a dissolução dos templários, devido aos elevados custos, sendo uma ordem relativamente pobre.
Em 1572, o Papa Gregório XIII juntou o braço italiano da Ordem Militar e Hospitalar de São Lázaro de Jerusalém com a Ordem de São Maurício (fundada em 1434), passando a designar-se por Ordem dos Santos Maurício e Lázaro. Esta tornou-se uma ordem de cavalaria nacional aquando da unificação da Itália em 1861, mas foi suprimida por lei desde a fundação da República em 1946. No entanto, o Rei Umberto II não abdicou da sua posição como fons honorum e o chefe da antiga Casa Real de Saboia permanece o Grão-Mestre da Ordem.

## Casa Real de França
Em 1154, o rei Luís VII de França, deu à Ordem uma propriedade em Boigny-sur-Bionne, perto de Orleães, que viria a ser a sede da Ordem fora da Terra Santa. Mais tarde, após a queda de Acre em 1291, os Cavaleiros de São Lázaro deixaram a Terra Santa e mudaram-se primeiro para o Chipre, depois para a Sicília e, finalmente, de volta para Boigny que tinha sido elevada a baronato, em 1288. Em 1308, o rei Filipe IV de França, ficou com a Ordem sob sua protecção. Mais uma vez, em 1604, Henrique IV de França declarou que a Ordem seria um protectorado da Coroa francesa, relativamente ao ramo francês e, em 1608, a Ordem foi fundida com a Ordem de Nossa Senhora do Monte do Carmo, formando a Ordem Real, Militar e Hospitaleira de Nossa Senhora do Carmo e São Lázaro de Jerusalém. Durante a Revolução Francesa, um decreto de 30 de Julho de 1791 acabou com todas as ordens reais e de cavalaria. Outro decreto, do ano seguinte, confiscou todas as propriedades da Ordem. Louis, Conde de Provença, Grão-Mestre da Ordem, que mais tarde se tornou Luís XVIII, continuou a governar no exílio. Estudiosos sobre a Ordem continuam divididos sobre se esta terá permanecido intacta após a Revolução Francesa. O rei Luís XVIII, protector da Ordem, e o Duque de Châtre, seu tenente-geral, morreram ambos em 1824. Carlos X e Henrique V seguiram-se como protectores da Ordem até 1830. A partir desta data, e até 2004, a Ordem não beneficiou da protecção de ninguém. Desde então, o fons honorum foi renovado pelo Príncipe Henri d' Orleães, conde de Paris, Duque de França, como chefe da Casa Real de França.

## Disputa da Continuidade
Embora polémico, é defendido que a Ordem continuou sob o governo de um conselho de oficiais  que, em 1841, convidou o Patriarca da Igreja Greco-Católica Melquita para se tornar protector espiritual da ordem, restabelecendo, de alguma forma, uma ligação às origens da Ordem, em Jerusalém. Independentemente da continuidade ou ressurgimento da Ordem, em 1850, sob a autoridade do Patriarca da Ordem havia cerca de vinte cavaleiros. Nos anos que se seguiram, novos cavaleiros foram admitidos, como o Almirante Fernando-Alphonse Hamelin e o Almirante Louis Édouard Bouet-Willaumez, em 1853; em 1863, o conde Louis François du Mesnil de Maricourt (m. 1865), Paul Comte de Poudenx (m.1894) e o Abade Jean Tanski; em 1865 a Ordem admitiu o conde Jules Marie d'Anselme de Puisaye seguido, em 1875, pelo Visconde de Boisbaudry; em 1896, o Barão Yves de Constancin que viria a ser o comandante dos Nobres Hospitalares de São Lázaro, um cavaleiro da Ordem de Isabel a Católica e da Ordem de Santa Ana da Rússia. Em 1880 o conde Jules Marie d'Anselme de Puisaye foi admitido na Ordem Hospitaleira enquanto vivia na Tunísia. A Ordem continuou a atrair os membros da nobreza francesa e, no início do século XX, atraia cavaleiros de Espanha e Polónia. Em 1930, Dom Francisco de Borbón y de La Torre, Duque de Sevilha, o Grande Bailio da Ordem em Espanha, foi nomeado tenente-general da Grande Magistratura, e em 1935 foi eleito Grão-Mestre, que restabelecendo o cargo, vago desde 1814.
Devido a disputas e divisões no seio da Ordem, existem agora três Obediências (ramos) distintas, sob o manto Ordem de São Lázaro. Durante muitas décadas, as Obediências de Malta e Paris reivindicaram o Grande Magistério da Ordem, unindo-se em 2008, quando Don Carlos de Borbón y Gererda, Marquês de Almazán, foi eleito como o 49.º Grão-Mestre da Ordem.No entanto, membros insatisfeitos da Obediência de Paris, que se tinham afastado, continuaram a operar separadamente, formando o que ficou conhecido como a Obediência de Orleães, liderado pelo Grão-Mestre, o Príncipe Charles-Philippe, duque de Anjou. Em 2004, o príncipe Charles Philippe alcançou com êxito a protecção temporal da Casa Real de França. No entanto, em 2010, o príncipe Charles Philippe aposentou-se como Grão-Mestre do seu ramo da Ordem, e foi substituído por seu tio o conde Jan Dobrzensky z Dobrzenicz.
Hoje em dia, três obediências da Ordem participam em esforços humanitários pelo mundo inteiro. A ex-Obediência de Malta e Paris, tem-se empenhado num grande programa de caridade cujo objectivo é reavivar o espírito do Cristianismo na Europa de Leste: Rússia, Ucrânia, Arménia, Geórgia; e no Médio Oriente: Líbano, Síria e territórios palestinos. Milhões de dólares em alimentos, roupas, equipamentos e suprimentos médicos, foram distribuídos na Polónia, Hungria, Roménia e Croácia. Devido a todo este esforço, a União Europeia pediu à Ordem para transportar mais de 21.000 toneladas de alimentos para combater a fome na Rússia. Após a catástrofe do tsunami na Indonésia, a Ordem organizou grupos de ajuda alimentar projectos de reconstrução.

## Grão-Priorados Independentes da Ordem Hospitalária de São Lázaro de Jerusalém
Em 1995, muitos dos altos oficiais da Ordem de São Lázaro, não suportando mais o afastamento da Ordem de seus ideais hospitalários e humanitários causado por brigas internas por títulos e honras e por um foco excessivo na defesa de uma continuidade histórica no mínimo discutível, decidem por trilhar um caminho próprio e por manter-se longe das disputas de continuidade e de reivindicação do grande magistério, é então criada uma nova "obediência" da Ordem: os "Grão-Priorados Unidos" . Operando de forma independente e soberana, os Grão-Priorados que se alinham sob esta bandeira guardam entre sí uma relação participativa e cooperativa, tendo sua sede na Escócia e uma Chancelaria Geral na ilha de Malta.
Em abril de 2012 os Grão-Priorados Unidos da Ordem Hospitalária de São Lázaro de Jerusalém organizaram na ilha de Malta o Primeiro Simpósio Lazarita Internacional. Contando com representantes internacionais de 17 delegações diferentes, no simpósio discutiu-se o papel da Ordem no século XXI e a importância do foco nas ações hospitalárias, caritativas e humanitárias na aproximação dos povos e na preservação da paz. O simpósio foi fechado com uma cerimônia solene de investidura cavalheiresca que aconteceu na Sacra Infermeria (os antigos hospitais da Ordem de Malta medieval) e que tornou-se a maior cerimônia de investidura da Ordem de São Lázaro em muito tempo.
Os Grão-Priorados Unidos da Ordem Hospitalária de São Lázaro de Jerusalém representam atualmente a maior reunião mundial de Lazaritas, contando com 14 mil membros presentes em todos os continentes.

## Reconhecimento
Devido a reclamações da interrupção do fons honorum após a Revolução Francesa, alguns acadêmicos, e outras ordens de cavalaria, alegam que a Ordem de São Lázaro não é uma ordem de cavalaria genuína. No entanto, apesar disso, muitos dos seus membros são também membros da Soberana Ordem de Malta, da Venerável Ordem de São João de Jerusalém, da Ordem do Santo Sepulcro e da Ordem Constantina de São Jorge.
Hoje, a Ordem de São Lázaro continua a ser favorecida por vários ramos da Casa de Bourbon. A Ordem goza do fons honorum do Príncipe Henrique, Conde de Paris, Duque de França, que é Chefe da Casa Real de França. Em 2004, o conde de Paris permitiu que seu sobrinho, o príncipe Charles Philippe, Duque d'Anjou, assumisse o cargo de Grão-Mestre da Ordem.
Em Espanha, a Ordem recebeu o reconhecimento do Estado através de vários de documentos legais. A Ordem recebeu também a aprovação de facto do rei Juan Carlos da Espanha, que permitiu que Don Carlos de Borbón Gereda aceitasse o cargo de Grão-Mestre de outro ramo da Ordem em 2008. No Reino de Espanha, muitos nobres são membros da Ordem, e o Cronista de Castela e Leão permite o uso da Cruz e Comenda de São Lázaro na concessão brasões de armas a membros da Ordem. A Ordem também recebeu o status de observador permanente nas Nações Unidas.

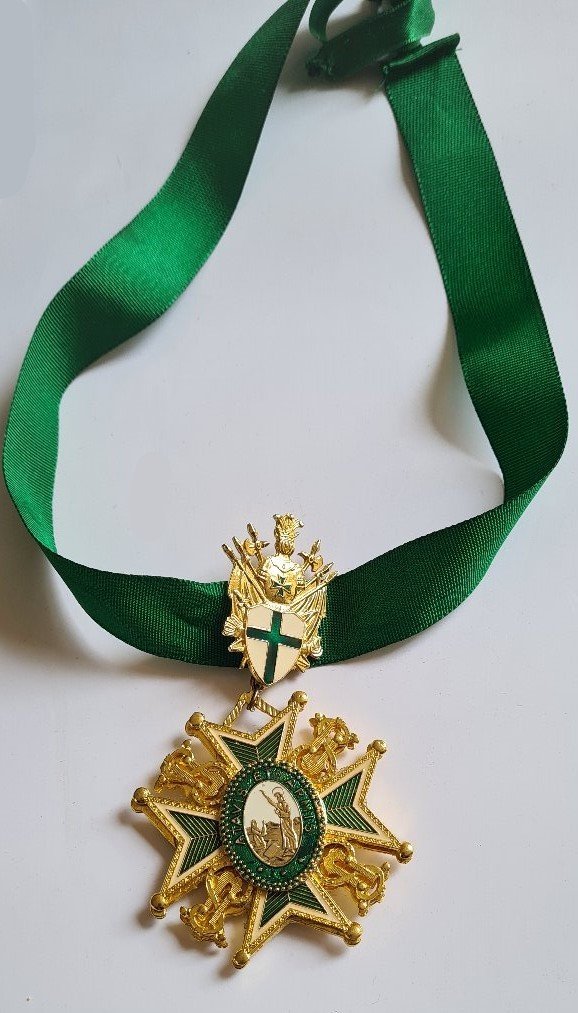
O Grão Colar de Cavaleiro Comendador da Ordem de São Lázaro.

Embora o Vaticano só possa reconhecer Ordens de Cavalaria que tenham o Papa como seu soberano, vários prelados católicos tiveram um papel de capelães da Ordem. Um dos mais notáveis é o cardeal Paskai da Hungria, que é o protetor espiritual para o ramo de Orléans da Ordem. Anteriormente, o cardeal Basil Hume foi um membro da Ordem na Inglaterra, tal como o seu sucessor, o cardeal Murphy O'Connor. O arcebispo católico de Sydney, o cardeal George Pell é um membro da Ordem da Austrália e ex-capelão nacional. A obediência unida de Malta e Paris goza da protecção espiritual do Patriarca Melquita de Jerusalém. A Ordem foi,também, reconhecida pelo primaz católico da Espanha. A Ordem de São Lázaro é também reconhecido pelos Governos da Croácia, da Hungria e da África do Sul.

## Membros
Para ser membro da Ordem de São Lázaro tem de se ter um convite, sendo uma honra concedida pelo Grão-Mestre Don Carlos Gererda de Borbón, Marquês de Almazán ou pelo Conde Jan Dobrzensky z Dobrzenicz. Ambas as obediências da Ordem de São Lázaro incluem entre os seus membros a nobreza europeia, académicos, políticos e clérigos. Os membros da Ordem estão divididos em duas classes: Cavaleiros de Justiça e os Cavaleiros da Graça Magistral, sendo o primeiro reservado a membros de famílias com títulos de nobreza. Todos os membros da Ordem de São Lázaro são investidos num dos postos seguintes, independentemente de se qualificarem para o nível de Justiça ou de Graça Magistral: 
- Cavaleiro ou Dama de Grã-Cruz da Ordem de São Lázaro de Jerusalém (GCLJ) ou (DGCLJ);
- Cavaleiro Comendador ou Dama Comendadora da Ordem de São Lázaro de Jerusalém (CDLJ) ou (DCLJ);
- Cavaleiro ou Dama da Ordem de São Lázaro de Jerusalém (CLJ) ou (DLJ);
- Comendador ou Comendadora da Ordem de São Lázaro de Jerusalém (CLJ);
- Oficial da Ordem de São Lázaro de Jerusalém (OLJ);
- Membro da Ordem de São Lázaro de Jerusalém (MLJ).

Os homens que são investidos na ordem de Cavaleiro (KLJ) ou superior têm direito ao tratamento por Chevalier (Cavaleiro), e as mulheres investidas ao de Dame (Dama). Os membros do Clero podem ser admitidos na Ordem, em qualquer dos níveis, como Capelão-Assistente, Capelão, Capelão-Sénior, Comendador-Eclesial e Grã-Cruz Eclesial. Há também o título de "companheiro" que é frequentemente usado para homenagear pessoas que têm apoiado o trabalho da Ordem ou que contribuíram, de forma significativa, para a sociedade. 

## Vestes e adornos
Para as cerimónias da Ordem, como a investidura, os membros usam vestes e insígnias específicas. O manto da Ordem é negro com uma gola de veludo verde e uma cruz da Ordem no lado esquerdo. O manto é sempre usado em cerimonias religiosas. Para além do manto e das insígnias, os membros masculinos da Ordem usam luvas brancas, e as senhoras também pode usar uma mantilha na igreja.
A insígnia do Cavaleiro é um emblema com um Troféu Militar, num colar de tecido verde, e uma estrela dourada pendente. As Damas da Ordem usam o emblema com uma coroa de louros e carvalho num laço e uma estrela dourada pendente.
Um botão de rosa verde pode, também, ser usado num fato clássico masculino por estes membros.

## Heráldica e Insígnias

### Insígnias
|           |         |            |                      |             |
| Cavaleiro | Oficial | Comendador | Cavaleiro Comendador | Grão Mestre |

|                  |                   |                      |                     |                       |
| Membro de Mérito | Oficial de Mérito | Comendador de Mérito | Cavaleiro de Mérito | Grão Mestre de Merito |

### Heráldica
|                |               |           |          |         |                    |          |
| Estados Unidos | Austrália     | Austrália | Canada   | Chequia | Inglaterra e Gales | Filandia |
|                |               |           |          |         |                    |          |
| França         | Alemanha      | Grécia    | Hungria  | Irlanda | Itália             | Malta    |
|                |               |           |          |         |                    |          |
| Países Baixos  | Nova Zelandia | Polonia   | Portugal | Roménia | Escócia            | Sicília  |
|                |               |           |          |         |                    |          |
| Eslováquia     | Africa do Sul | Espanha   | Suécia   | Suiça   |                    |          |

|         |               |         |          |
| Belgica | Liechtenstein | Noruega | Zimbabwe |

|           |           |       |        |         |
| Dinamarca | Indonésia | Japão | Mexico | Ucrania |